# Неманья Стеванович
Неманья Стеванович (серб. Немања Стевановић, нар. 8 травня 1992, Лозниця) — сербський футболіст, воротар клубу «Партизан».

## Клубна кар'єра
У дорослому футболі дебютував 2010 року виступами за команду клубу БАСК (Белград), в якій провів один сезон, взявши участь у трьох матчах чемпіонату.
Своєю грою за цю команду привернув увагу представників тренерського штабу клубу «Чукарички», до складу якого приєднався 2011 року. Відіграв за белградську команду наступні п'ять сезонів своєї ігрової кар'єри. Відзначався досить високою надійністю, пропускаючи в іграх чемпіонату в середньому менше одного голу за матч.
До складу клубу «Партизан» приєднався 2016 року.